# Кольрауш, Эдуард
Эдуард Кольрауш (нем. Eduard Kohlrausch; 4 февраля 1874, Дармштадт — 22 января 1948, Берлин) — немецкий преподаватель уголовного права, профессор и ректор Берлинского университета; после учебы в Страсбургском университете, в 1902 году получил диплом о высшем образовании в Гейдельбергском университете, где с 1903 года работал в качестве лектора. В 1904 году стал профессором права в Кенигсбергском университете, а с 1905 — являлся соредактором журнала по криминалистике.

## Биография
Эдуард Кольрауш родился 4 февраля 1874 года в Дармштадте — в семье физика Фридриха Вильгельма Кольрауш; дедом Эдуарда был физик Рудольф Герман Арндт Кольрауш, а его прадедом являлся педагог, директор общеобразовательной школы Генрих Фридрих Теодор Кольрауш. Во время учебы Эдуард стал членом Академического музыкального объединения «Akademisch-Musikalischen Verbindung Alt-Straßburg Freiburg», входившего в студенческую ассоциации «Sondershausen». После учебы в Страсбургском университете, в 1902 году Кольрауш получил диплом о высшем образовании в Гейдельбергском университете, где с 1903 года стал работать в приват-доцентом. В 1904 году он стал профессором права в Кенигсбергском университете, а с 1905 также являлся соредактором журнала «Zeitschrift für die gesamte Strafrechtswissenschaft» (ZStW). В 1913 году он получил позицию профессора в Страсбургском университете — находился в должности до закрытия ВУЗа, произошедшего после окончания Первой мировой войны.
После приглашения от Берлинского университета имени Фридриха Вильгельма, Кольрауш в 1919 году стал преемником профессора и депутата Франца фон Листа. В 1931 году Кольрауш стал председателем немецкой национальной группы в объединении «Internationale Kriminalistische Vereinigung» (IKV); после прихода к власти в Германии национал-социалистов, с 1933 по 1936 год, он был членом комиссии по уголовному праву при Имперском министерстве юстиции, а с 1936 по 1939 — членом комиссии «Großen Strafprozesskommission».
В 1932 году Эдуард Кольрауш был избран ректором Берлинского университета; в апреле произошел его конфликт со студентами Национал-социалистического студенческого союза (NSDStB), вывесившими в вестибюле главного здания университета плакат «12 тезисов против негерманского духа». Кольрауш протестовал против некоторых антисемитских формулировок, которые он назвал «перегибами»; в 1933 году он ушёл с поста ректора. Кольрауш принадлежал к Конфедерации немецких адвокатов-национал-социалистов (вступил не позднее 1934 года), а в 1933 году он стал одним из основателей «Национал-социалистической академии немецкого права» Ганса Франка. 4 февраля 1944 года Адольф Гитлер наградил Кольрауша медалью Гёте за достижения в искусстве и науке.
После 1945 года Кольрауш продолжил свою научную работу в Берлине — в 1946 году он был назначен временным деканом юридического факультета. Он также занимал позицию на кафедре уголовного права. В 1946 году он стал членом Академии наук ГДР. В феврале 1947 года в университете была образована комиссия по расследованию его деятельности в годы национал-социализма, которая в основном занималась его публикациями о Нюрнбергских расовых законах; Кольрауш умер до окончания работы комиссии. Незадолго до смерти он отказался от приглашения от Франкфуртского университета.

## Работы
Кольрауш стал известен благодаря своим комментариям к уголовному кодексу, соавтором которых являлся его ученик Ричард Ланге (1906—1995):
- Irrtum und Schuldbegriff im Strafrecht. Guttentag, Berlin 1903. (Nachdruck: Keip, Goldbach 2002, ISBN 3-8051-0578-9)
- совместно с Paul Felix Aschrott (Hrsg.): Reform des Strafrechts: Kritische Besprechung des amtlichen Entwurfs eines deutschen StGB. De Gruyter, Berlin/ Leipzig 1926. (Nachdruck: Keip, Goldbach 1997, ISBN 3-8051-0561-4)
- Reinhard Frank zum 70. Geburtstage. In: Forschungen und Fortschritte. Bd. 6 (1930), Ausg. 22/23, S. 300 f.
- Die geistesgeschichtliche Krise des Strafrechts. Rede zum Antritt des Rektorats der Friedrich-Wilhelms-Universität zu Berlin am 15. Oktober 1932 gehalten. Berlin 1932.
- совместно с Richard Lange: Strafgesetzbuch: Mit Nebengesetzen und Erläuterungen. erläutert von Eduard Kohlrausch. De Gruyter, Berlin 1941.
- Редактор: Militärstrafgesetzbuch [in der Neufassung vom 10. Oktober 1940] und die Kriegssonderstrafrechtsverordnung [Verordnung über das Sonderstrafrecht im Kriege und bei besonderem Einsatz vom 17. August 1938] in der Fassung vom 10. Oktober 1940. Textausgabe unter Erläuterung der Zusammenhänge mit dem bisherigen Recht. De Gruyter, Berlin 1941.
- совместно с Richard Lange: Strafgesetzbuch mit Erläuterungen und Nebengesetzen. 39./40. Auflage. De Gruyter, Berlin 1950.